# Naturpark Neusiedler See – Leithagebirge

Logo des Regionalverbandes Neusiedler See Leithagebirge

Der Naturpark Neusiedler See – Leithagebirge ist Teil des österreichischen Natur- und Landschaftsschutzgebietes Neusiedler See und Umgebung.
Der 2006 gegründete Naturpark befindet sich zwischen dem nordwestlichen Ufer des Neusiedler Sees und dem südöstlichen Rand des Leithagebirges in den Bezirken Neusiedl am See und Eisenstadt Umgebung im Burgenland.
Der Fläche des Naturparks ist zur Gänze Natura 2000-Gebiet, Schutzgebiet der Ramsar-Konvention und Biosphärenreservat. Er gehört zur Kernzone der zum UNESCO-Welterbe zählenden Kulturlandschaft Fertő/Neusiedler See.

## Geographie

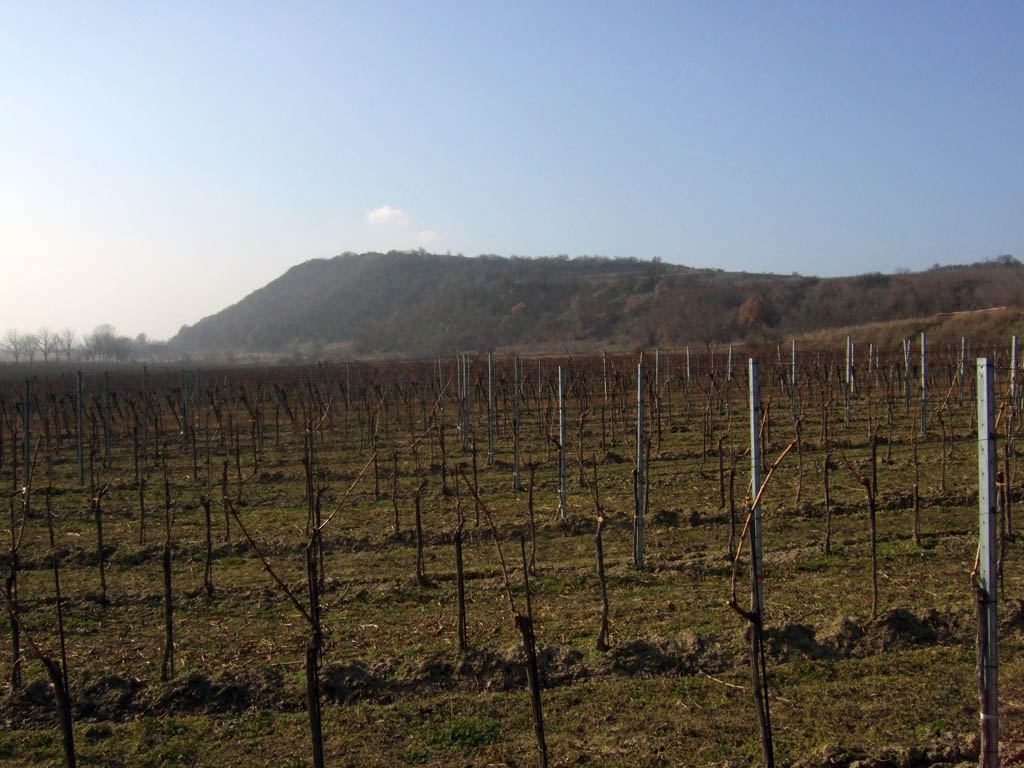
Naturschutzgebiet Hackelsberg in Jois

Der Naturpark hat eine Fläche von rund 11.000 Hektar, die sich auf Teile der Naturparkgemeinden Donnerskirchen, Purbach am Neusiedler See, Breitenbrunn am Neusiedler See, Winden am See und Jois  erstreckt. Er grenzt im Nordwesten an den Naturpark Mannersdorf-Wüste im niederösterreichischen Landschaftsschutzgebiet Leithagebirge und im Südwesten an den burgenländischen Naturpark Rosalia-Kogelberg.
In den Naturparkgemeinden wohnten zum Stichtag 1. Jänner 2014 innerhalb und außerhalb der zum Naturpark gehörenden Flächen 9.195 Personen.
Das Gelände der Region wird durch den Übergang von den Alpen zur Kleinen Ungarischen Tiefebene charakterisiert. Während der höchste Punkt des Leithagebirges auf etwa 440 m ü. A. liegt, befindet sich der Neusiedler See auf rund 113 m ü. A. Entlang der Ostflanke des Leithagebirges bildeten Meeresablagerungen den Leithakalk. Dieser wurde u. a. für Bau- und Dekorsteine beim Bau von Prachtbauten in Wien verwendet (Stephansdom, Votivkirche).
Im Naturpark herrscht ein stark kontinental geprägtes Klima mit geringen Jahresniederschlägen von rund 600 Millimetern, heißen und trockenen Sommern und milden Wintern. Die klimatischen Verhältnisse bilden die Grundlage für die Wein- und Obstkulturen, insbesondere auch Kirschbäume.
Die Wulka ist neben einigen kleineren Bächen wie dem Wolfsbrunnenbach, dem Angerbach und dem Rákosbach der einzige Fluss, der in den Neusiedler See mündet. Im Flussdelta bei Donnerskirchen hat der Schilfgürtel des Sees mit fünf Kilometern seine größte Ausdehnung.

## Kultur- und Naturdenkmäler und sonstige Sehenswürdigkeiten

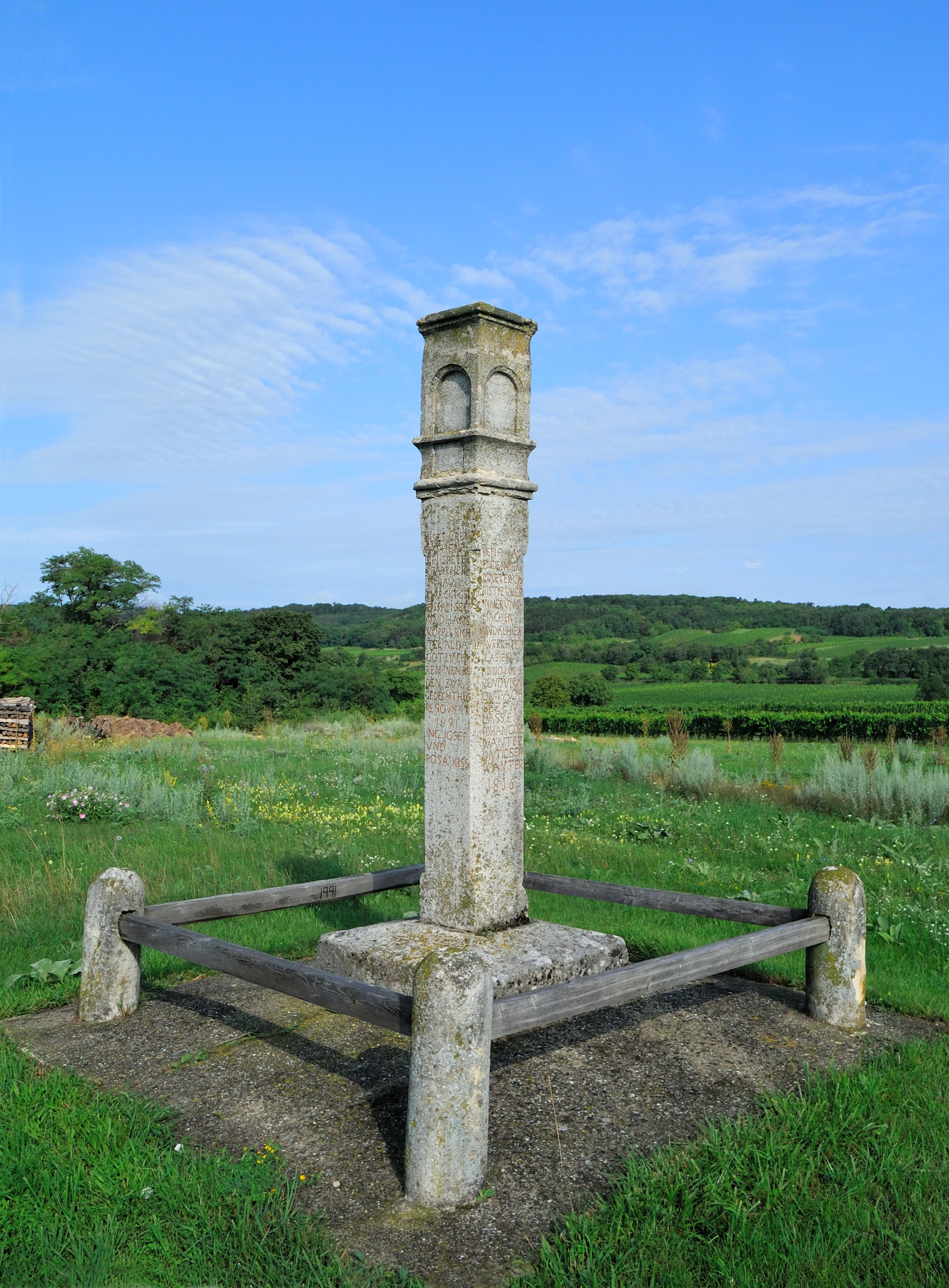
Denkmalgeschütztes Zehetner-Kreuz in Jois

Im Naturpark gelegene Naturdenkmäler sind das Ludlloch (Bärenhöhle) in Winden am See, eine Winterlinde in Purbach am Neusiedler See und eine Stieleiche in Donnerskirchen.
Im Naturpark befinden sich die Naturschutzgebiete Hackelsberg (Jois), Jungerberg (Jois) und Thenauriegel (Breitenbrunn am Neusiedler See). Trockenrasen (Hutweide) und Trockenbuschwald mit Flaum-Eichen und Magerwiesen zählen zur schützenswerten Vegetation.

In den Naturpark-Gemeinden stehen zahlreiche Objekte unter Denkmalschutz:

## Touristische Nutzung

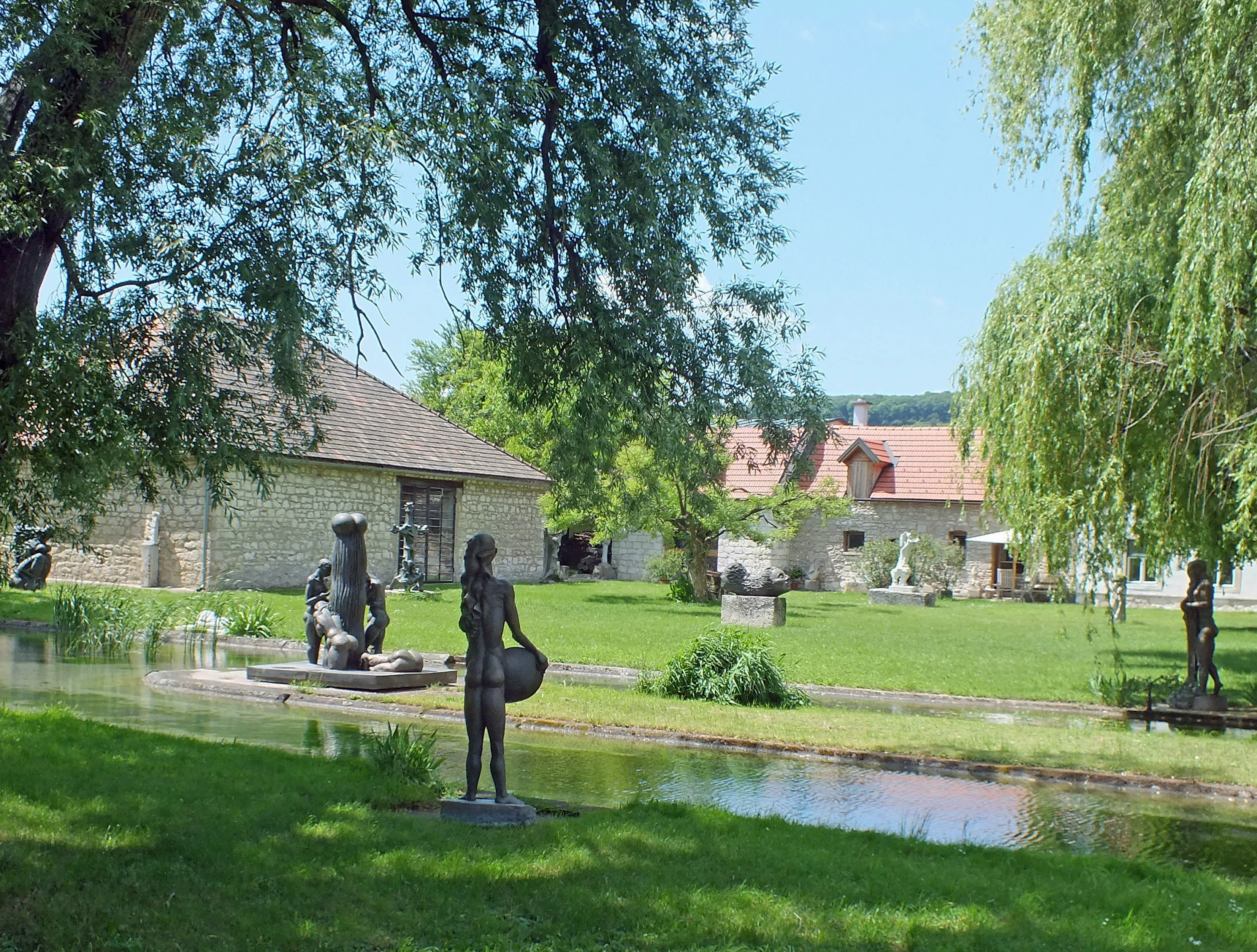
Freilichtmuseum und Eiersammlung Wander Bertoni in Winden am See

Das Naturparkmanagement obliegt dem Regionalverband Neusiedlersee – Leithagebirge. Dieser Verband ist im Jahr 2000 aus dem Regionalverband Kirschblütenregion hervorgegangenen und initiierte die Schaffung des Naturparks sowie begleitende Maßnahmen wie die Verringerung des Verkehrsaufkommens in der Region, Sicherung der Kirschbaumbestände durch Neupflanzungen, Beschilderung von Themen- und Wanderwegen, Entwicklung eines naturtouristischen Besucherprogrammes und die Aufwertung der historischen Ortszentren mit verschiedenen Infrastrukturprojekten.
Neben dem alle fünf Gemeinden des Naturparks verbindenden 22 Kilometer langen Panoramawanderweg gibt es in den einzelnen Orten lokale und teilweise gemeindeübergreifende Wanderwege. Der den Neusiedler See umrundende Rad-Wanderweg B10 führt ebenso wie der 44 Kilometer lange Rad-Wanderweg B12 (Kirschblüternradweg) durch alle fünf Naturparkgemeinden.
In Jois, Purbach und Breitenbrunn befinden sich Museen mit Schwerpunkten in der Orts- und Regionsgeschichte. Der Skulpturenpark Bildhauers Wander Bertoni in Winden am See beansprucht eine Fläche von rund vier Hektar und enthält rund 480 Objekte. 2001 wurde für das Freilichtmuseum ein Ausstellungspavillon errichtet. Die Eiersammlung des Künstlers mit rund 4.000 Exponaten ist seit 2010 in einem Neubau untergebracht.
In Purbach wurde im Haus am Kellerplatz neben dem Sitz des Regionalverbandes 2006 das Ramsar-Informationszentrum für das sich auf 59.000 Hektar erstreckende Ramsargebiet Neusiedler See – Seewinkel eingerichtet.
In der Wintersaison 2012/2013 haben in den fünf Naturparkgemeinden in 99 privaten und gewerblichen Beherbergungsbetrieben mit insgesamt 1.179 Betten 8.213 Personen, davon 2.706 Ausländer, genächtigt. In der Sommersaison 2013 haben in 122 privaten und gewerblichen Betrieben mit 1.347 Betten 78.460 Personen, davon 29.616 Ausländer, genächtigt.

## Publikationen
- Im Garten Pannoniens. Broschüre des Regionalverbandes Neusiedler See – Leithagebirge, Ausgaben 2009,[10] 2010,[11] 2011,[12] 2012,[13] 2013,[14] 2014[15]